# Középpontos ikozaéderszámok
A számelméletben a középpontos ikozaéderszámok olyan középpontos poliéderszámok, illetve figurális számok, melyek olyan alakzatokat jellemeznek, ahol a középpontban egy gömb van, és azt sűrűn pakolt gömbökből összeálló, ikozaéder alakú gömbrétegek veszik körül. A középpontos ikozaéderszámok az így összeálló ikozaéderben részt vevő gömbök számát reprezentálják. Az n-edik középpontos ikozaéderszám {\displaystyle Ki_{n}} a következő képlettel állítható elő:
{\displaystyle Ki_{n}={(2n+1)\cdot {(5n^{2}+5n+3)} \over 3}.}
Az első néhány középpontos ikozaéderszám:
1, 13, 55, 147, 309, 561, 923, 1415, 2057, 2869, 3871, 5083, 6525, 8217, … (A005902 sorozat az OEIS-ben)

## Tulajdonságai, alkalmazásai
A középpontos ikozaéderszámok generátorfüggvénye:
{\displaystyle {\frac {(1+z)(1+8z+z^{2})}{(z-1)^{4}}}.}